# Distretto di Dietikon
Il distretto di Dietikon è un distretto del Canton Zurigo, in Svizzera. Confina con i distretti di Dielsdorf a nord, di Zurigo a est, di Affoltern a sud-est e con il Canton Argovia (distretti di Bremgarten e di Baden) a ovest. Il capoluogo è Dietikon.
Il distretto è stato costituito nel 1989 scindendo parte del Distretto di Zurigo.

## Comuni
Amministrativamente è diviso in 11 comuni:
- Aesch
- Birmensdorf
- Dietikon
- Geroldswil
- Oberengstringen
- Oetwil an der Limmat
- Schlieren
- Uitikon
- Unterengstringen
- Urdorf
- Weiningen

### Fusioni
- 1931: Niederurdorf, Oberurdorf → Urdorf